# Йонгеян, Бен
Бен Йонгеян (нидерл. Ben Jongejan; род. 9 января 1985, Лейдсендам, Нидерланды) — голландский конькобежец, бронзовый призёр чемпионата Нидерландов (2008), участник чемпионатов мира и Европы 2008 года.